# Adidas Beau Jeu

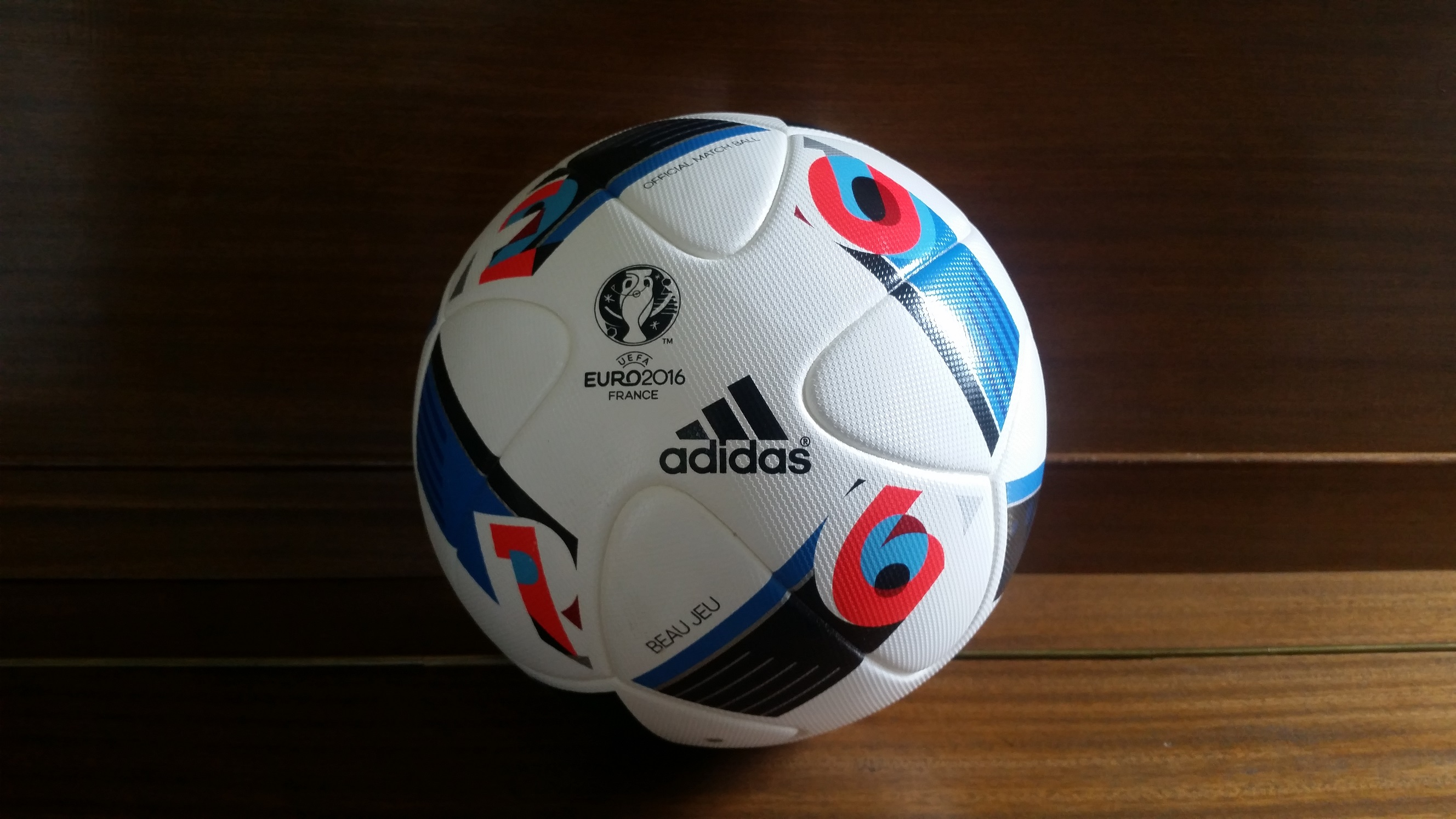
Adidas Beau Jeu

Adidas Beau Jeu — модель футбольного мяча, созданная компанией Adidas к чемпионату Европы по футболу 2016. Мяч был представлен 12 ноября 2015 года Зинедином Зиданом на своей странице в Instagram.

## Описание
Название мяча «Beau Jeu» переводится с французского языка как «Красивая игра». Мяч выполнен в цветах французского триколора — синем, белом и красном. На блоки мяча также нанесены буквы «E», «U», «R», «O» и цифры «2», «0», «1», «6».
Мяч разрабатывался компанией Adidas в течение 18 месяцев.
По конструкции мяч близок к Adidas Brazuca. Мяч оформлен в виде сильно искажённого куба: состоит из шести плоских деталей в форме четырёхлистника, при этом три детали соединяются в восьми точках.